# Bisztynek
Bisztynek (în germană Bischofstein) este un oraș în Polonia.